# سيزار ترونكوسو
سيزار ترونكوسو (بالإسبانية: César Troncoso) هو ممثل أوروغواني، ولد في 5 أبريل 1963 في الأوروغواي.

## وصلات خارجية
- سيزار ترونكوسو على موقع IMDb (الإنجليزية)
- سيزار ترونكوسو على موقع ألو سيني (الفرنسية)
- سيزار ترونكوسو على موقع أول موفي (الإنجليزية)
- سيزار ترونكوسو على موقع قاعدة بيانات الأفلام السويدية (السويدية)
- سيزار ترونكوسو على موقع قاعدة بيانات الفيلم (الإنجليزية)
- سيزار ترونكوسو على موقع كينوبويسك (الروسية)